# 笠雄宗
笠 雄宗（かさ の おむね、生没年不詳）は、奈良時代の官人。姓は朝臣。官位は従五位下・能登守。名は小宗とも記される。笠御室の子とする系図がある。

## 経歴
称徳朝の晩年、従六位上・伊予国員外掾の時に白い鹿を献上した、とある。この出来事に対し、神護景雲4年（770年）5月に称徳天皇が勅を出し、「自分は徳も薄く、さほどの善政を行っていないのに、たてつづけに天からの祥瑞が現れている。去年の11月28日に高円広世が同じく白鹿を献上し、弓削浄人が白雀一つがいを献上している。これは先祖の徳が及んでいる証拠であろう。自分はどんなふうに天への返礼をするべきだろうか。獣は捕獲しがたく、鳥は捕獲しやすい。このことも考慮に入れて量り定めて奏上せよ」、と群臣に諮問している。それに応答した藤原永手・吉備真備ら11人の奏上により、笠雄宗の位両階を進め、絁20疋、綿30屯、布50端、稲2000束を与えた、とある。これにより正六位上に昇叙されている。また、ともに白鹿を捕る者5人には各位1階を進め、牧長1人、挾抄2人には各稲400束を賜い、鹿を捕らえた駈使3人、水手13人には各300束を賜ったともいう。
それから、しばらく記録には現れないが、この間に外従五位下に昇進しており、桓武朝の延暦3年（784年）正月、文室真屋麻呂・藤原真作・大伴永主・石川魚麻呂・紀兄原・佐伯老らととも内位の従五位下に叙爵されている。同年4月、藤原縄主の後任の中衛少将に任命される。翌4年（785年）正月には林稲麻呂の後任の美作介、同年7月には三国広見の後任の能登守と、地方官を歴任している。以後の経歴は不明である。

## 官歴
『続日本紀』による。
- 時期不詳：従六位上・伊予国員外掾
- 神護景雲4年（770年）5月11日：正六位上
- 時期不詳：外従五位下
- 延暦3年（784年）正月7日：従五位下。4月7日：中衛少将
- 延暦4年（785年）正月9日：美作介。7月17日：能登守

## 系譜
- 父：笠御室
- 母：不詳
- 兄：笠蓑麻呂
- 弟：笠望兄